# Kreuzdachbildstock (Großenbrach, Nähe Hauptstraße)

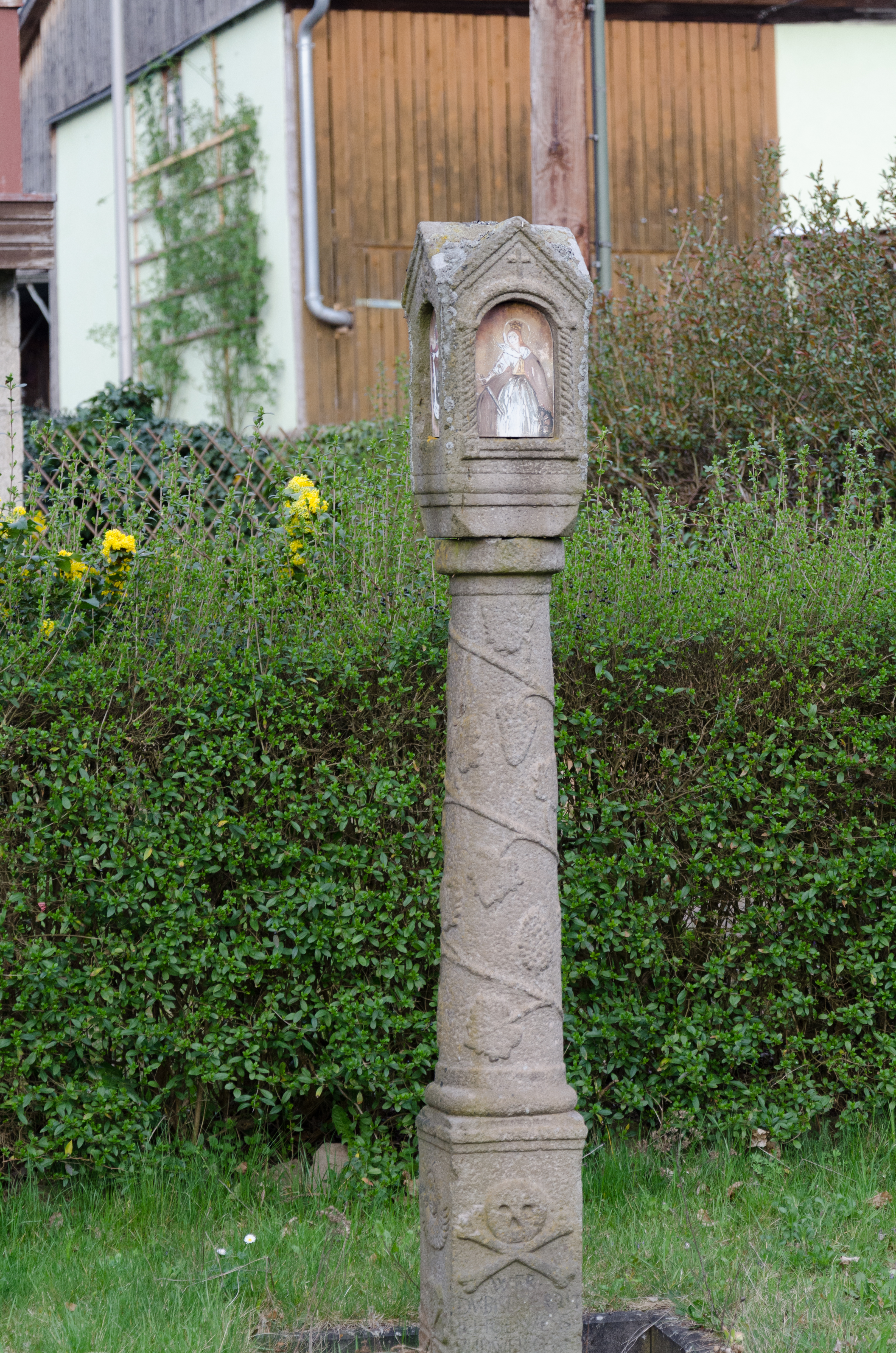
Bildstock, Großenbrach, Nähe Hauptstraße

Der Kreuzdachbildstock Nähe Hauptstraße ist ein Flurdenkmal in Großenbrach, einem Gemeindeteil im Markt Bad Bocklet im unterfränkischen Landkreis Bad Kissingen. Der Bildstock gehört zu den Baudenkmälern von Bad Bocklet und ist unter der Nummer D-6-72-112-55 in der Bayerischen Denkmalliste registriert.

## Beschreibung
Der Kreuzdachbildstock besteht aus Sandstein und entstand im Jahr 1746.
Die Säule ist 160 cm hoch und in ihrem unteren Viertel zu einem Vierkantblock gearbeitet. Dessen Seiten zeigen einen Totenkopf, eine Weinranke und zweimal einen Putto.
Um den runden Teil der Säule windet sich eine Weinranke. Der runde Teil der Säule verjüngt sich nach oben und endet in einem Ringwulst.
Der 59 cm hohe Aufsatzblock hat die Form eines Häuschens, das in einem Kreuzdach endet. In drei der Bildnischen am Gehäuse befinden sich Blechtafeln mit Heiligendarstellungen. Die einst leeren Bildnischen ließen mit ihren Dübellöchern vermuten, dass vorher bereits Blechtafeln eingesetzt waren. Auf der vierten Seite des Gehäuseblocks befindet sich folgende Inschrift:

„MICHEL SCHMID SAL

MVLER VND

ELISAWEDA

SEIN FRAU HABEN

DIESEN BILDSDOCK

GOT ZU EREN GE

SDIFD 1746“